# Въстание в Северозападна България (1850)
 Тази статия е за въстанието 1850.  За предходните бунтове в региона вижте Въстания в Северозападна България (1833 – 1841).  
Въстанието в Северозападна България, Видинското въстание или Белоградчишкото въстание срещу османската власт, е най-масовото и организирано въстание от многогодишните селски бунтовни движения в Северозападна България. В него се включват много от ръководителите на тези въстания.
Подготовката и началните етапи на въстанието са извършени с подкрепата на Сърбия, която има принципното съгласие на Австрийската империя да присъедини обхванатите от него области, но след началото на бунта под австрийски натиск сърбите оттеглят своята поддръжка.

## Искания
Бунтовниците издигат искания за реформи, прилагане на Танзимата, административна автономия и самоуправление на българите. За неуспеха на въстанието допринася съществено политиката на Сръбското княжество, което сътрудничи активно на османската власт в борбата срещу самостоятелните опити на българите за освобождение.

## Подготовка
След потушаването на Унгарската революция над хиляда полски, унгарски, италиански и германски революционери пристигат във Видин на 21 август 1849 г. Между потърсилите закрила от османското правителство са и Лайош Кошут и Йозеф Бем. Контактите на местни български революционери с тях окуражават българите за подготовка на ново въстание в този край.
Подготовката за бунта започва в края на 1849 г. и обхваща Видинско, Ломско, Белоградчишко. Окончателната дата за започване на бойните действия и план се определя на събрание на кнезовете (кметовете) в Раковишкия манастир.

## Ход
Първите сражения стават още на 27 май, но масово въстанието избухва, както е определено, на 1 юни. Над 1000 души нападат Лом под командването на капитан Кръстьо. Въстаниците са разбити близо до града, при което е убит и водачът им. Командването поема прочутият Иван Кулин и бунтовниците се насочват към Белоградчик, като по пътя към тях се присъединяват масово селяни от околните села.
Друг, над 3-хиляден, отряд под ръководството на Петко Маринов се насочва към Видин и блокира крепостта, но скоро зле въоръжените въстаници са разбити от пристигналата турска армия и оцелелите се разпръскват на по-малки чети.
Най-тежките боеве стават под стените на Белоградчик, който в продължение на 10 дни е обсаден от няколко хиляди въстаници, от които само 200 въоръжени с огнестрелно оръжие. Пристигналата от Видин османска армия ги разбива и това е краят на активните действия на бунтовниците.

## Потушаване
Османците започват кървави репресии над местното население. Призивите за помощ към руската армия, дислоцирана във Влашко, и към Сръбското княжество остават без всякакъв отклик.

## Последици
Българското „Изложение“ и мемоарите на видни българи до европейските правителства запознават европейското обществено мнение с българския въпрос. Макар и локално, Видинското въстание е първото самостоятелно масово българско въоръжено движение през 19 век, чиято непосредствена цел е извоюване на политическа автономия.
Забавеното провеждане на поземлената реформа от местната администрация предизвиква трайно недоволство на българското население в региона. То става причина за последното значително преселване на българи в Украйна през 1861 година. Тогава руското консулство във Видин започва активна кампания, обещавайки на преселниците добри условия на живот в села, изоставени от татарите. Изселването засяга десетки селища и около 11 хиляди души от Северозападна България са транспортирани с кораби по река Дунав. Преселниците трябва да бъдат настанени в татарски села в Таврия и Крим, но руската администрация е напълно неподготвена и около 2000 души измират от глад и болести през зимата на 1861 – 1862 година.
Сведенията за това, както и активната кампания на общественици, като Георги Раковски, довеждат до бързо затихване на бежанската вълна, в Ломско руски агенти са прогонвани от българските села, а във Видин тълпи от селяни обсаждат руското консулство, настоявайки да получат обратно паспортите си. В началото на 1862 година преселниците масово изпращат молби до османските власти да подпомогнат завръщането им в България, и до края на годината почти всички българи от тази преселническа вълна се връщат по домовете си, като в Украйна остават не повече от 1600 души.